# Gazeta de Alagoas
A Gazeta de Alagoas é um jornal impresso editado na cidade de Maceió, Alagoas, com circulação em todo o Estado. Pertencente à Organização Arnon de Mello, que leva o nome do ex-governador e ex-senador, o jornal é o mais influente e mais vendido de Alagoas. Atualmente, o jornal é ligado ao senador e ex-presidente da República Fernando Collor de Mello. Cobre notícias sobre política, economia, cidades, esportes, cultura e imóveis.
Sua inauguração se deu no dia 25 de Fevereiro de 1934, por iniciativa do jornalista Luiz Magalhães da Silveira. Na época, o senador Arnon de Mello tornou-se colaborador do jornal como correspondente na cidade do Rio de Janeiro, então capital federal. No fim dos anos 40, o jornal foi vendido para a antiga Cooperativa Editora e Publicitária de Alagoas. Na época, o jornal estava praticamente falido, com tiragem de pouco mais de 200 exemplares. Sua modernização se deu quando o mesmo tornou-se a "empresa-embrião" das Organizações Arnon de Mello, quando este a adquiriu, em 1952.
A Gazeta foi o primeiro jornal alagoano impresso com tecnologias de última geração, marcando o pioneirismo também em iniciativas como a introdução do Telex, os sistemas de radiofoto e telefoto, a impressão em off-set, a informatização de todos os seus departamentos e o fato de ser o primeiro jornal do estado a ser acessado via internet.
Atualmente a Gazeta publica as edições diárias no digital de segunda a sexta e em formato impresso aos sábados.